# 米米·沃尔特斯
米米·沃尔特斯（英語：Mimi Walters，1962年5月14日—），美国共和党政治人物，现为代表加利福尼亚州第45国会选区的联邦众议员。
沃尔特斯于1984年毕业于加州大学洛杉矶分校，此后曾任证券经纪人。1996年至2004年间，她为加州尼古湖市市议员，并于2000年至2001年任尼古湖市市长。2004年至2008年，出任加州众议员，并曾在州众议院内任助理共和党领袖、拨款委员会副主席。2008年至2015年，担任加州参议员（先后代表第33、第37选区）。2015年起，她接替约翰·B·T·坎贝尔三世出任代表加州第45国会选区的联邦众议员。